# بيل جيربر
بيل جيربر (بالإنجليزية: Bill Gerber)‏ هو منتج أفلام أمريكي، ولد في 1957 في الولايات المتحدة.

## وصلات خارجية
- بيل جيربر على موقع IMDb (الإنجليزية)
- بيل جيربر على موقع بوكس أوفيس موجو (الإنجليزية)
- بيل جيربر على موقع قاعدة بيانات الفيلم (الإنجليزية)